# Гремячий Ключ (Самарская область)
Гремячий Ключ — железнодорожная станция (тип населённого пункта) в Шигонском районе Самарской области России. Входит в состав сельского поселения Береговой. 

## География
Находится на железнодорожной линии Ульяновск-Сызрань на расстоянии примерно 33 километра на север-северо-запад от районного центра села Шигоны.

## Население
| 2010 |
| ---- |
| 4    |

Постоянное население составляло 6 человек (русские 100%) в 2002 году, 4 в 2010 году.